# Бессоновский район
Бессо́новский райо́н — административно-территориальная единица (район) и муниципальное образование (муниципальный район) в Пензенской области России.
Административный центр — село Бессоновка.

## География
Район занимает территорию 1249 км², находится в центральной части области. Разделён на две части рекой Сурой. Граничит на севере с Лунинским районом, на востоке — с Городищенским районом, на юге с Пензенским районом, на западе — с Мокшанским районом, также на юге граничит с городскими округами Заречный и Пенза.
  Гидрографическая сеть представлена следующими водными объектами: р. Сура и ее притоками р. Суркой, р. Пензяткой, р. Шелдаис, р. Вядя, овражными ручьями, искусственными прудами. Река Сура на территории района протекает с юга на север, имеет хорошо выраженную пойму, которая затапливается паводковыми водами на 10-15 дней. Глубина реки от 0,5 до 3- 4 м. С правой стороны по течению р. Сура впадают притоки р. Сурка и р. Вядя, с левой стороны р. Пензятка, р. Шелдаис, р. Колоярка. Весенний паводок обычно начинается в первой декаде апреля. Средняя продолжительность половодья составляет 60-70 дней.   Площадь водного фонда составляет 365,8 га.

## История
Бессоновский район образован за счет Пензенского и Лунинского районов 25 января 1935 года. В 1937 году передан в состав Тамбовской области. В феврале 1939 года выведен из Тамбовской области в Пензенскую область. Упразднен 30 сентября 1958года. 20 октября 1980 года Бессоновский район образован вновь.
Село Бессоновка - административный центр Бессоновского района с 1980 года - расположено на левом берегу реки Сура при впадении в неё реки Шелдаис. Территория сельсовета села составляет 20728,52 га. В состав входит 9 населённых пунктов: Бессоновка, Ухтинка, Мастиновка, Бардинка, Десятая Артель, Новая жизнь, Колос, Николаевка, Подлесный. Численность проживающих на территории сельсовета на 01.01.2022 – 15358 человек.
Основано село Бессоновка в 1663 году как казачья Пензенская слобода. Указ этого года гласит: «Основать на землях служилого Мурзы Мурдакая Бессонова, сына князя Ичалова, казачью слободу, при старом устье речки Пензятки 100   четвертей в поле в окрестностях Пензы…»
С 1699 года Бессоновская слобода принадлежала Василию и Алексею Салтыковым. Главное занятие жителей — земледелие и скотоводство.
В 1717 году во время «кубанского погрома» село было полностью выжжено. С 1719 года Бессоновская слобода — вотчина полковника В.Ф. Салтыкова.
В августе 1774 года через Бессоновку проходили главные силы Е.И. Пугачёва. В селе Ухтинка находилась его ставка, где был написан знаменитый Манифест к дворянскому обществу Пензенской губернии. Теперь в селе установлен памятный камень донскому казаку Е.И. Пугачёву (1742-1775), одна из улиц села Ухтинка носит его имя.
Сёла Ухтинка и Бессоновка связаны с судьбой гениального режиссёра и актёра В.Э. Мейерхольда (1874-1940). Своё детство и юность провёл он в отцовской усадьбе в Ухтинке, а его кормилица Анисья, к которой он был очень привязан и «почитал как мать», была жительницей села Бессоновка. Тёплое воспоминание о детских и юношеских годах послужило впоследствии первоосновой образов его спектаклей. Когда он стал старше, его отпускали к ней в гости, он проводил по несколько дней в Бессоновке, играл в городки и лапту, купался и ловил рыбу в реке Сура, спал на сеновале, «объедался ржаными лепешками и печёными яйцами».
Бессоновский народ привил Мейерхольду демократические взгляды, чаще всего он бывал «то на «молотилках», то с косарями, то с теми, кто «пашет и жнёт». Летом 1890 года жил в шалаше в запущенном саду с братом и репетитором Кавериным.
В 1858 году в Бессоновке построен первый каменный храм во имя Успенья Пресвятой Богородицы. В 1877 году в селе было уже 2 церкви, школа, больница, ярмарка, рынок, крахмальный и винокуренный заводы, паровая мельница.
В 1933 году в селе была организована машинно-тракторная станция. Она имела 15 тракторов, 2 автомашины и обслуживала более 30 колхозов, также работали три мельницы, крахмальный завод, хлебозавод.
Бессоновка известна как крупное торговое село благодаря выращиванию особого сорта лука «Русский золотистый», который впоследствии стал называться «Бессоновский».
До 1914 года Пензенская губерния занимала второе место после Курской по экспорту лука, преимущественно за счёт Бессоновки. Лук отправлялся в Бельгию, Англию, Францию, Германию, Швецию, Японию, Тунис, Алжир и другие страны мира.
С 1955 года Бессоновка - центральная усадьба колхозов «Парижская коммуна», «Сталинское знамя».
В 80-е годы Бессоновка — центральная усадьба колхозов им. В.И. Ленина и им. С.М. Кирова, которые специализировались на производстве лука, зерна, молока, мяса. В советские времена названные колхозы считались «миллионерами» в результате многолетней народной селекции знаменитого сорта лука «Бессоновский». История развития колхозов связана с именами «Королевы лука»: агронома Е.П. Лунь; Героя Социалистического труда, звеньевой Е.С. Терехиной; председателей колхозов В.И. Аношина, Б.М. Кудряшова, А.А. Ледяева.
Сегодня как визитная карточка золотая луковица изображена на гербе Бессоновки и Бессоновского района. Она символизирует трудолюбие жителей, перья луковицы устремлены вверх, в будущее, а корни её - связь с прошлым.

## Экономическое развитие
Большую часть территории района занимают сельскохозяйственные земли, на долю которых приходится 61,2% (74,7 тыс.га) от общей площади района. В пределах агроландшафтов преобладают пахотные земли, составляющие 46,5 % от общей площади и 76% от площади сельскохозяйственных угодий. Район богат плодородными черноземными почвами, представляющими наибольшую ценность для сельского хозяйства, на них сосредоточено более 72,2% обрабатываемых угодий.
        Бессоновский район относится к Восточной промышленной зоне Пензенской области, где сосредоточены основные минерально-сырьевые ресурсы. Здесь сконцентрированы 100 % запасов промышленных категорий силикатных, стекольных и формовочных песков, тугоплавких глин, сырья для производства цемента и извести: 97% - строительного камня, 95,2% -керамзитовых и 71,5% - кирпичных глин.
        На территории Бессоновского района расположены карьеры по разработке строительных песков:
    месторождение «Ухтинское» - месторождение с запасами категории С2, эксплуатируемое. Годовая проектная производительность карьера 600 тыс. м³;
    месторождение «Подлесное» - месторождение с запасами категории С2, эксплуатируемое.
       Балансом запасов керамзитового сырья на территории Бессоновского района учитывается Пыркинское месторождение. Его полезная толща слагается глинами суммарной мощностью 5,8 – 19,0 м (в среднем 11,1 м). Средняя мощность вскрыта - 0,6м.     
С добавкой 0,7% мазута из глин Пыркинского месторождения может быть получен керамзит марки 350. Месторождение ранее эксплуатировалось Пензенским заводом ЖБК-2. За время разработки добыто 358 тыс.м³ глин и суглинков. Ныне месторождение находится в государственном резерве, остаток запасов составляет 2868 тыс.м³.   
В Бессоновском районе сырье для производства аглопорита и керамдора находится на трех участках: Южно-Бессоновском, Бессоновском и Вазерском. Суммарная мощность глин в среднем составляет 10,8 – 14,2 м, мощность вскрытых глин 0,7 – 0,8 м. На Южно – Бессоновском и Вазерском месторождениях часть полезной толщи (10 – 15%) обводнена. Месторождение Вазерский участок является комплексным: часть его запасов подсчитана отдельно как сырье для производства керамдора.     

## Знаменитые люди района
Бессоновский район – родина Героя России С.В. Кустова, трёх полных Кавалеров Ордена Славы: И.Ф. Максюшина, В.П. Колоскова, И.А. Карабанова, одного Героя Социалистического труда Е.С. Терехиной, десяти Героев Советского Союза: П.Ф. Антипова, П.П. Спирина, И.Г. Кармишина, П.В. Моксина, Е.Д. Басулина, М.С. Зинукова, С.Е. Кузнецова, С.Ф. Костычева.
Является родиной выдающегося защитника Брестской крепости - Кижеватова А.М
Бессоновка гордится своими земляками - местными поэтами и писателями, внесшими значимый вклад в культурную и духовную жизнь района. Это: Алексей Бусаров, Борис Горохов, Валерий Бутов, Виктор Малязёв.

## Население
| 1939    | 1989    | 2002    | 2009    | 2010    | 2011    | 2012    |
| ------- | ------- | ------- | ------- | ------- | ------- | ------- |
| 48 607  | ↘45 515 | ↘41 647 | ↗42 564 | ↗45 296 | ↗45 347 | ↗45 596 |
| 2013    | 2014    | 2015    | 2016    | 2017    | 2018    | 2021    |
| ↗46 200 | ↗46 968 | ↗47 630 | ↗48 543 | ↗48 666 | ↗48 722 | ↘46 088 |
| 2024    | 2025    |         |         |         |         |         |
| ↘44 901 | ↘44 616 |         |         |         |         |         |

### Национальный состав
60 % — русские, 25 % — мордва и 15 % — других национальностей.

## Административное деление
В Бессоновский район как административно-территориальное образование входят 10 сельсоветов.
В муниципальный район входят 10 муниципальных образований со статусом сельских поселений:
| №  | Муниципальное образование | Административный центр   | Количество населённых пунктов | Население | Площадь, км2 |
| -- | ------------------------- | ------------------------ | ----------------------------- | --------- | ------------ |
| 1  | Александровский сельсовет | село Александровка       | 2                             | ↘359      | 65,03        |
| 2  | Бессоновский сельсовет    | село Бессоновка          | 9                             | ↗15 903   | 206,41       |
| 3  | Вазерский сельсовет       | село Вазерки             | 1                             | ↘2200     | 58,29        |
| 4  | Грабовский сельсовет      | село Грабово             | 4                             | ↘8485     | 168,87       |
| 5  | Кижеватовский сельсовет   | село Кижеватово          | 2                             | ↗3902     | 20,03        |
| 6  | Полеологовский сельсовет  | село Степное Полеологово | 4                             | ↘1563     | 105,00       |
| 7  | Проказнинский сельсовет   | село Пыркино             | 5                             | ↘1666     | 83,49        |
| 8  | Сосновский сельсовет      | село Сосновка            | 6                             | ↘4141     | 281,89       |
| 9  | Степановский сельсовет    | село Степановка          | 3                             | ↘1381     | 160,77       |
| 10 | Чемодановский сельсовет   | село Чемодановка         | 2                             | ↘6488     | 69,80        |

### Населённые пункты
В Бессоновском районе 38 населённых пунктов.
| №  | Населённый пункт      | Тип              | Население | Муниципальное образование |
| -- | --------------------- | ---------------- | --------- | ------------------------- |
| 1  | Александровка         | деревня          | 163       | Сосновский сельсовет      |
| 2  | Александровка         | село             | ↘285      | Александровский сельсовет |
| 3  | Анновка               | деревня          | 0         | Полеологовский сельсовет  |
| 4  | Бакшеевка             | село             | ↗58       | Степановский сельсовет    |
| 5  | Бардинка              | деревня          | 38        | Бессоновский сельсовет    |
| 6  | Бессоновка            | село             | ↗13 775   | Бессоновский сельсовет    |
| 7  | Блохино               | село             | ↗690      | Полеологовский сельсовет  |
| 8  | Вазерки               | село             | ↘2200     | Вазерский сельсовет       |
| 9  | Вазерское Лесничество | посёлок          | 1         | Проказнинский сельсовет   |
| 10 | Васильевка            | деревня          | 183       | Сосновский сельсовет      |
| 11 | Грабово               | село             | ↘7792     | Грабовский сельсовет      |
| 12 | Десятая Артель        | посёлок          | 198       | Бессоновский сельсовет    |
| 13 | Детский Санаторий     | населённый пункт | 28        | Проказнинский сельсовет   |
| 14 | Ера                   | посёлок          | 22        | Грабовский сельсовет      |
| 15 | Заводской             | посёлок          | 20        | Проказнинский сельсовет   |
| 16 | Кижеватово            | село             | ↗3670     | Кижеватовский сельсовет   |
| 17 | Колос                 | посёлок          | 15        | Бессоновский сельсовет    |
| 18 | Кроптово              | село             | ↘122      | Полеологовский сельсовет  |
| 19 | Лопатки               | село             | ↘823      | Чемодановский сельсовет   |
| 20 | Лопуховка             | село             | ↗887      | Сосновский сельсовет      |
| 21 | Мастиновка            | село             | ↘53       | Бессоновский сельсовет    |
| 22 | Николаевка            | посёлок          | 19        | Бессоновский сельсовет    |
| 23 | Никольское            | деревня          | 194       | Сосновский сельсовет      |
| 24 | Новая Жизнь           | посёлок          | 53        | Бессоновский сельсовет    |
| 25 | Пазелки               | село             | ↘795      | Сосновский сельсовет      |
| 26 | Подлесный             | посёлок          | 66        | Бессоновский сельсовет    |
| 27 | Полевой               | посёлок          | ↘232      | Кижеватовский сельсовет   |
| 28 | Проказна              | село             | ↘518      | Проказнинский сельсовет   |
| 29 | Пыркино               | село             | ↘1159     | Проказнинский сельсовет   |
| 30 | Сергеевка             | деревня          | 126       | Александровский сельсовет |
| 31 | Сосновка              | село             | ↗2883     | Сосновский сельсовет      |
| 32 | Степановка            | село             | ↗1091     | Степановский сельсовет    |
| 33 | Степное Полеологово   | село             | ↘773      | Полеологовский сельсовет  |
| 34 | Степное Смагино       | село             | ↘9        | Грабовский сельсовет      |
| 35 | Трофимовка            | село             | ↗384      | Степановский сельсовет    |
| 36 | Ухтинка               | село             | ↗1087     | Бессоновский сельсовет    |
| 37 | Чемодановка           | село             | ↘5665     | Чемодановский сельсовет   |
| 38 | Чертково              | село             | ↘735      | Грабовский сельсовет      |

Упразднённые населённые пункты:
- 2004 год — поселок Гремучий[21].